# Tomislav Ćorić
Tomislav Ćorić (Metković, 17. studenoga 1979.) je hrvatski političar, viceguverner Hrvatske narodne banke i bivši ministar gospodarstva i održivog razvoja u Petnaestoj Vladi Republike Hrvatske u službi od 23. srpnja 2020. do travnja 2022. godine. Prethodno je obnašao dužnost ministra rada i mirovinskog sustava te ministra zaštite okoliša i energetike u Četrnaestoj Vladi Republike Hrvatske u trajanju od 2016. – 2020.

## Životopis
Rođen je 1979. u Metkoviću. U Pločama završio osnovnu školu i gimnaziju. Nakon toga odlazi u Zagreb gdje je studirao ekonomiju i usavršavao se na području financija. Poslijediplomski znanstveni studij upisuje 2004. Godine 2011. stekao je titulu doktora ekonomskih znanosti. Bio je ministar gospodarstva i održivog razvoja u vladi Andreja Plenkovića.